# كارل أدولف داهل
كارل أدولف داهل (بالنرويجية البوكمول: Carl Adolph Dahl)‏ هو محامي وسياسي نرويجي، ولد في 21 أغسطس 1769 في النرويج، وتوفي في 3 يونيو 1819 في هالدن في النرويج. انتخب عضو برلمان النرويج ‏.